# Lipothymus sundaicus
Lipothymus sundaicus is een vliesvleugelig insect uit de familie Pteromalidae. De wetenschappelijke naam is voor het eerst geldig gepubliceerd in 1967 door Wiebes.